# Sequoyah
Pour les articles homonymes, voir Sequoyah (homonymie).
 (janvier 2010).
Si vous disposez d'ouvrages ou d'articles de référence ou si vous connaissez des sites web de qualité traitant du thème abordé ici, merci de compléter l'article en donnant les références utiles à sa vérifiabilité et en les liant à la section « Notes et références ».
Sequoyah (en cherokee : ᏍᏏᏉᏯ, Ssiquoya), également connu sous le nom anglais de George Guess, Guest ou Gist, né vers 1770 et mort en juillet ou août 1843, est un orfèvre cherokee et l'inventeur du syllabaire cherokee.
Il achève la création de son syllabaire en 1821, rendant possible la transmission écrite de la langue cherokee. Il est l'un des rares exemples connus de personne issue d'un peuple pré-alphabétisé ayant créé par elle-même un système d'écriture original et fonctionnel. La Nation Cherokee (en) commence rapidement à utiliser le syllabaire, qu'elle adopte officiellement en 1825. En l'espace de cinq ans, le taux d'alphabétisation des Cherokees dépasse celui des colons européens voisins.

## Biographie
La première partie de la vie de Sequoyah est très mal connue. Comme le note John B. Davis, il existe peu de documents relatant sa vie. Certaines anecdotes ont circulé oralement, mais celles-ci sont souvent en contradiction, ou trop vagues sur les dates et lieux.  
Sequoyah serait né dans la ville cherokee de Tuskegee (aujourd'hui dans l'est du Tennessee) entre 1760 et 1776. James Mooney, historien et anthropologue, cite un de ses cousins disant de lui qu'il était un petit garçon passant le plus clair de son temps avec sa mère.    
Son nom peut venir du mot cherokee siqua , voulant dire « porc ». Cependant, Davis dit que ce nom peut également être dérivé de sikwa, voulant dire « opossum ». Ce nom lui venait peut être d'une déformation physique à l'enfance, ou d'une blessure plus tardive qui le laissa handicapé.   
La société cherokee traditionnelle était matriarcale, et l'appartenance au clan transmis par la mère : les informations les plus pertinentes sur le passé de Sequoyah sont donc à trouver auprès de sa mère. Son nom était Wu-te-he, et elle appartenait au Red Paint Clan. Elle avait deux frères, Tahlonteeska et Tahnoyanteehee.     
Sequoyah avait au moins deux frères, Tobacco Will, un des signataires de la Constitution cherokee, et le chef Dutch (U-ge-we-le-dv).    
Les sources diffèrent quant au père de Sequoyah, certaines l'identifiant comme métis, allemand, ou anglais. Certains affirment qu'il aurait fait du commerce de fourrures, d'autres qu'il était le fils de l'explorateur britannique Christopher Gist, éclaireur de George Washington. Un article du Cherokee Phoenix, publié en 1828, confirme qu'il était métis et que son grand-père était un homme blanc.  
James Mooney (en), anthropologue et historien du peuple cherokee, indique que Sequoyah aurait vécu ses premières années avec sa mère dans le village de Tuskegee. Quoi qu'il en soit, il ne parlait pas l'anglais, ce qui pourrait être un indice que lui et sa mère ont été abandonnés par le père. À une date inconnue, mais antérieure à 1809, il s'installe dans la Wills Valley, en Alabama, en tant qu'orfèvre. Il est possible qu'il ait pris part à la guerre civile qui déchira les Creeks en 1813-1814. S'il était handicapé, il est peu probable qu'il ait combattu, mais quelques historiens supposent que son handicap était dû à une blessure de guerre. 
L'Encyclopédie d'Alabama affirme que Sequoyah se marie à Sally Benge en 1815.

## Alphabétisation des Cherokees

Exemple de caractères faisant partie du syllabaire imaginé par Sequoyah. Les trois premiers caractères se lisent tsalagi, ce qui signifie Cherokee.

En tant qu'orfèvre, Sequoyah est au contact de la population blanche. En 1809 il assiste à l'installation d'une imprimerie exploitée par des Blancs, et tombée après un pillage aux mains des Cherokees. Il est impressionné par le système d'écriture et comprend rapidement l'utilité d'avoir un système de communication permettant de transmettre des informations sur de grandes distances à travers le temps. Mais la majorité des Cherokees percevaient les systèmes d'écriture à l'époque comme de la sorcellerie, ou un cadeau spécial. Sequoyah refusait ces perceptions de l'écriture et décida d'inventer un système pour le cherokee qui permettrait la communication sur papier.  

### Création du syllabaire
Autour de 1809, Sequoyah entreprend la création d'un système d'écriture pour la langue cherokee. Au départ, il pense créer un caractère pour chaque mot. Il travaille avec acharnement sur cette idée pendant un an, ses amis et voisins pensant qu'il a perdu la tête. Sa femme brûle ses travaux initiaux, pensant qu'il s'agit de sorcellerie. 
Sequoyah réalise rapidement que son approche est mauvaise et peu pratique. Les mots cherokees sont trop nombreux, il faudrait se souvenir de beaucoup trop d'images. Il essaye alors de créer un symbole par idée, mais cette approche pose également trop de problèmes pratiques. 
Sequoyah décide alors de développer un symbole pour chaque syllabe dans le langage. Après environ un mois de travail, il obtient un système de 86 caractères, certains latins qu'il obtient dans un livre d'orthographe. « Dans la forme actuelle, beaucoup des caractères du syllabaire ressemblent à des lettres romaines, ou grecques », dit Janine Scancarelli, une universitaire travaillant sur l'écriture cherokee. « Mais il n'y a pas de relations apparentes entre leur son dans un autre langage et dans le cherokee. »

### Enseignement du syllabaire
Ne trouvant aucun adulte prêt à apprendre son syllabaire, Sequoyah l'enseigne d'abord à sa fille de six ans, Ayokeh. Voyageant dans les réserves indiennes du territoire de l'Arkansas, où quelques Cherokees sont installés, il essaye de convaincre les chefs locaux de l'utilité du syllabaire. Face à leur scepticisme, il demande à chaque chef de dire un mot, l'écrit, puis appelle sa fille pour qu'elle vienne lire le mot. Cette démonstration convainc les chefs de le laisser enseigner le syllabaire. Ce processus prend quelques mois, durant lesquels des rumeurs circulent selon lesquelles il apprend de la sorcellerie à ses élèves. Après avoir terminé les leçons, Sequoyah dicte une lettre à chaque étudiant, puis la réponse. Ce test convainc les Cherokees de l'ouest de l'utilité pratique du syllabaire.
Quand Sequoyah retourne à l'est, il emmène une enveloppe scellée contenant un discours écrit par l'un des chefs cherokees de l'Arkansas. En lisant ce discours, il convainc les Cherokees de l'est qu'il est nécessaire d'apprendre rapidement le syllabaire, qui se diffuse très rapidement par la suite,.
En 1824, le Conseil général des Cherokees de l'est offre à Sequoyah une médaille d'argent en l'honneur de son syllabaire.

### Utilisation du syllabaire dans les documents officiels et les publications
En 1825, la Nation Cherokee adopte officiellement le syllabaire. En 1826, le Conseil National Cherokee commanda à George Lowrey et David Brown une traduction et impression de huit copies des lois de la nation cherokee en utilisant le nouveau syllabaire.
De 1828 à 1834, les missionnaires américains assistèrent les Cherokees dans l'utilisation du syllabaire, pour développer et imprimer le Cherokee Phoenix, le premier journal de la nation cherokee, écrit à la fois en cherokee et en anglais.

## Influence du syllabaire
La nouvelle qu'un illettré cherokee aurait créé un syllabaire se répandit au travers des États-Unis. Un missionnaire travaillant dans le nord de l'Alaska apprit la nouvelle et créa le syllabaire Cree (en). Ce syllabaire en inspira beaucoup d'autres au Canada.
On estime que le syllabaire cherokee a inspiré une vingtaine de systèmes d'écriture pour 65 langues d'Amérique du Nord, d'Afrique et d'Asie.

## Mémoire

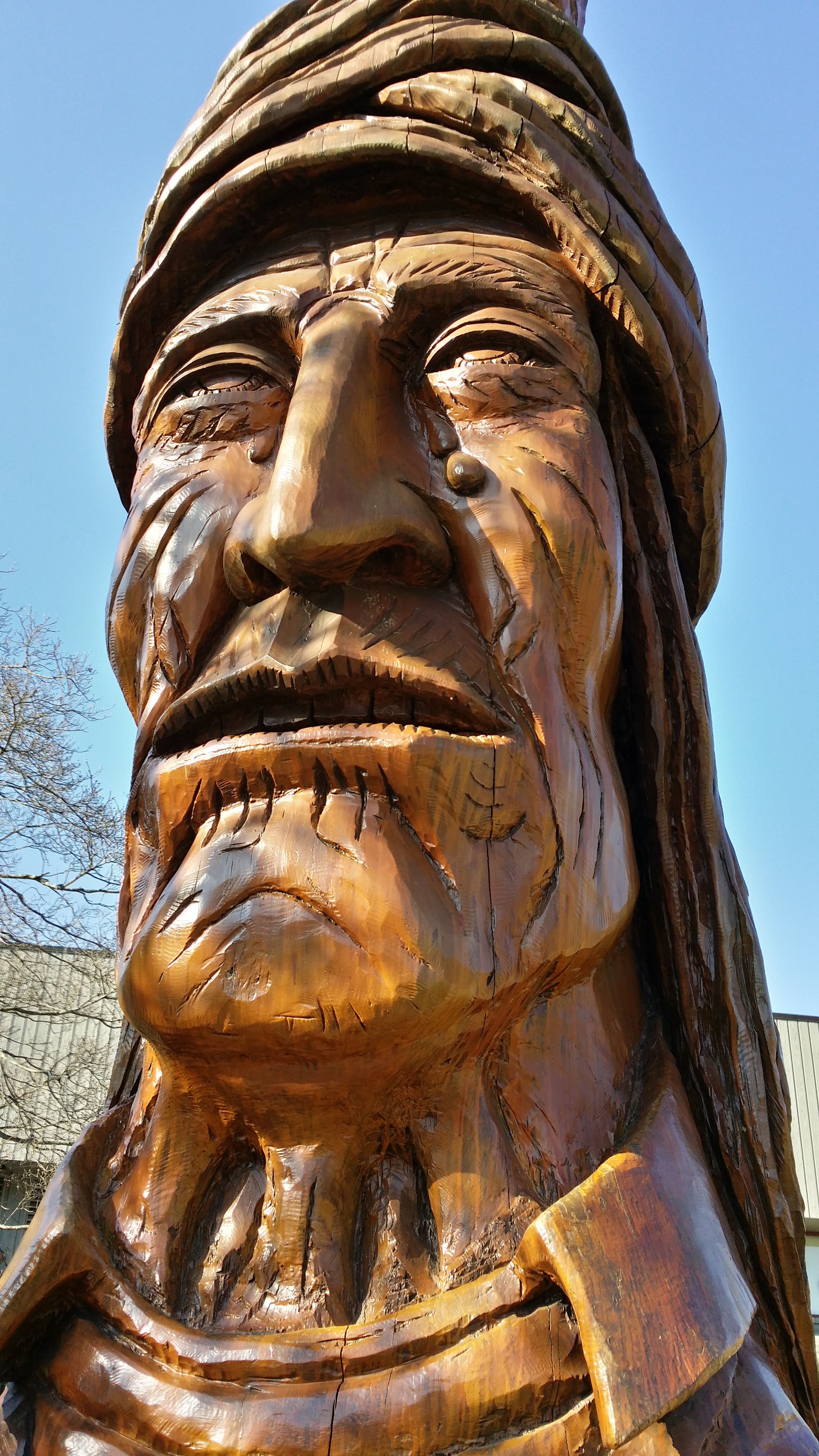
Le Sequoyah Memorial en face du Musée cherokee en Caroline du Nord.

Le nom de Sequoyah fut donné à un district de l'Oklahoma. Enfin, dans les années 1920, un rassemblement de cinq tribus élabore un projet de constitution pour un État qui aurait été situé sur le territoire de l'Oklahoma et aurait porté le nom d'« État de Sequoyah ».
Son nom fut également donné à un arbre, le séquoia (également connu sous le nom de wellingtonia) en raison de sa force et de sa persévérance,. Cette dédicace fut faite par le botaniste autrichien Stephan Ladislaus Endlicher.